# Fancy My Chances with You
"Fancy My Chances with You" is een nummer van de Britse band The Beatles. Het werd opgenomen tijdens de sessies voor het album Let It Be, maar kwam hier niet op terecht. In 2003 verscheen het op de bonus-cd bij het album Let It Be... Naked en in 2021 werd het uitgebracht op de heruitgave van Let It Be.

## Achtergrond
"Fancy My Chances with You" is geschreven door John Lennon en Paul McCartney onder het gebruikelijke partnerschap Lennon-McCartney en geproduceerd door George Martin. De twee schreven het in 1958 en was een van de eerste nummers die zij samen hadden geschreven. Eind 1958 namen zij het nummer bij McCartney thuis (20 Forthlin Road) op. Derek Hodkin, een vriend van Lennon en McCartney, bediende de taperecorder bij deze opname. Mike McCartney, de broer van Paul, bespeelde de drums. Deze opname is verloren gegaan.
Nadat Lennon en McCartney The Beatles oprichtten, speelden zij "Fancy My Chances with You" nooit tijdens live-optredens. Pas op 24 januari 1969 werd het nummer voor het eerst opgenomen tijdens de sessies die het album en de film Let It Be opleverden. Het nummer werd opgenomen in de Apple Studios op 3 Savile Row in een medley met "Maggie Mae". "Fancy My Chances with You" is het tweede deel van deze medley en duurt 37 seconden.
Begin maart 1969 vroegen Lennon en McCartney aan Glyn Johns om een tracklijst voor het album, dat toen nog bekend stond onder de naam Get Back, samen te stellen. Johns besloot om de medley "Maggie Mae"/"Fancy My Chances with You" niet uit te kiezen als potentiële track voor dit album. Pas op 14 november 2003 werd "Fancy My Chances with You" voor het eerst uitgebracht op de bonus-cd bij het album Let It Be... Naked, genaamd Fly on the Wall. Op 15 oktober 2021 werd het uitgebracht op de heruitgave van Let It Be. Dat jaar was het ook te horen in de documentaire The Beatles: Get Back, een uitgebreide versie van de film Let It Be.